# Dufourspitze
Dufourspitze v Peninskih Alpah je 4634 metrov visoka gora in najvišji vrh Švice in celotnega nemško govorečega sveta in je glede na opredelitev evropsko-azijske meje eden od drugih najvišjih vrhov na celinah.

## Lega
Vrh je del masiva Monte Rosa na meji z Italijo. Vrh gore leži približno 160 metrov od državne meje na švicarskem ozemlju. Celotna gorska veriga običajno velja za italijansko-švicarsko mejno goro, tako da vloga najvišje gore, ki v celoti leži na ozemlju Švice, pripada gori Dom (tudi v Peninskih Alpah).

## Zgodovina
Prvotno je bil vrh v Švici imenovan Gornerhorn ('mogočna ali velika gora') in v Italiji Höchste Spitze. Prva topografija 19. stoletja se je izkazala, da sta bila Gornerhorn in Höchste Spitze ista. Leta 1863 jo je Zvezni svet v čast švicarskemu generalu in kartografu Guillaume-Henri Dufourju (1787-1875) preimenoval. Dufour je bil urednik prvega natančnega zemljevida Švice, ki se po njem imenuje Dufourjev zemljevid. Prejšnje ime Gornerhorn uporabljajo domačini Walserji.
Prvi vzpon je potekal 1. avgusta 1855, navezo je vodil Charles Hudson. Drugi udeleženci ekipe so bili John Birkbeck, Edward J. W. Stephenson in brata Christopher in James G. Smyth. Gorski vodniki Johannes in Matthäus Zumtaugwald iz Zermatta in Ulrich Lauener iz Lauterbrunnena so Angležem utrli pot. Charles Hudson se je ubil deset let kasneje pri spustu iz Matterhorna.

## Poti
Klasična pot poteka preko vzhodnega pobočja in je bila prvič uporabljena leta 1872, prehodili so jo Britanci Richard in William Pendlebury in Charles Taylor, Švicar Ferdinand Imseng, Avstrijec Gabriel Spechtenhauser in Italijan Giovanni Oberto.
Izhodišče za vzpon na Dufourspitze iz švicarske strani je preko običajne poti do koča Monte Rosa  na višini 2883 m.

## Koče
Koča Monte Rosa (2883 m) je edina planinska koča v masivu v lasti švicarskega alpskega kluba. Nahaja se na Plattje, skalnatem otoku, med ledenikoma Görner in Grenz. Dostopna je iz Rotenbodena, postaje na železniški progi Gornergratbahn. Koča je bila odprta leta 1894 in obnovljena leta 1940. V letu 2009 je bila odprta nova visoko tehnološko koča. Zgradba v obliki kristala s petimi nadstropji je zasnovana za pridobitev 90 odstotkov svojih energetskih potreb od sonca in se bo uporabljala tudi kot raziskovalna postaja.
Druge koče so v lasti italijanskega alpskega kluba, med njimi koča Regina Margherita, ki se nahaja na 4.559 metrih na Signalkuppe. Odprta je bila leta 1893 in nadomeščena leta 1979 in je še vedno največja zgradba v Evropi, ki vključuje laboratorij in observatorij.
Druge koče v lasti italijanskega alpskega kluba so koča Marinelli (3036 m), ki se uporablja za vzpon na vzhodni strani in Bivacco Città di Gallarate (3960 m), ki se nahaja v bližini vrha Jagerhorn.